# 在ギリシャ日本国大使館
在ギリシャ日本国大使館（ギリシア語: Πρεσβεία της Ιαπωνίας στην Ελλάδα、英語: Embassy of Japan in Greece）は、ギリシャの首都アテネにある日本の大使館。2024年1月より、伊藤康一が特命全権大使を務めている。

## 沿革
- 1899年6月、日希修好通商航海条約が締結され、日本とギリシャ王国の国交が正式に樹立される[2][3]
- 1922年3月、アテネに在ギリシャ日本帝国公使館（ギリシア語: Αντιπροσωπεία της Ιαπωνίας στην Ελλάδα、英語: Legation of Japan in Greece）が開設される[2][3]
- 1937年5月15日、近日中にアテネの帝国公使館を閉鎖して在トルコ大使館による兼轄に切り替える旨をギリシャの外務次官に申し伝えたことを、渡邊信雄臨時代理公使が佐藤尚武外務大臣に電報で報告する[4][5]
- 1940年10月28日、ムッソリーニ政権のイタリア王国が前年4月に占領したアルバニアからギリシャ王国へ侵攻を開始したが、イタリア軍は単独では主立った戦果を挙げられず爾後半年近くにわたって戦線が膠着[6]
- 1941年4月6日にドイツ軍がイタリア側に立って参戦したことでギリシャでの軍事均衡が崩れ、同月30日までに枢軸国が僅かな離島を除くギリシャ本土を占領する（ギリシャの戦い）[6]
- 1941年12月7日、ギリシャ亡命政府が大日本帝国に対して国交断絶を宣言する[7]
- 1944年10月、ドイツ軍がギリシャから撤退する[8]
- 1945年8月15日、第二次世界大戦の敗戦により大日本帝国が崩壊[9]
- 1952年4月28日、サンフランシスコ平和条約の発効により日本国が独立、ギリシャ王国も同条約締結国のうちの一国[10]
- 1953年5月19日、ギリシャ王国がサンフランシスコ平和条約を批准したことにより日本とギリシャの外交関係が再開される[11]
- 1956年3月16日、アテネに在ギリシャ日本国公使館を開設することが定められ[12]、同月内に公使館が開館する[2][3]
- 1960年1月8日、アテネの公使館が在ギリシャ日本国大使館に昇格する[13]
- 1967年4月21日、ゲオルギオス・パパドプロス率いる軍のクーデターが成就してギリシャ王国が崩壊し、軍事政権が樹立されたが[14]、日本との国交や大使交換は継承[15]
- 1974年7月24日、ギリシャで軍事政権が崩壊したが[16]、王政復古は成らず共和制へ移行する[15]

## 所在地
| 日本語     | 〒152-31 アテネ市ハランドリ地区エスニキス・アンティスタシオンス通り46番地 |
| ギリシャ語 | Εθνικής Αντιστάσεως 46, 152 31 Χαλάνδρι, Αθήνα                            |
| 英語       | 46, Ethnikis Antistasseos St., 152-31 Halandri, Athens                    |